# Zero (2018)
Zero ist eine 2018 erschienene indische romantische Komödie von Regisseur Aanand L. Rai. Die Hauptrollen belegen Shah Rukh Khan, Anushka Sharma und Katrina Kaif.

## Handlung
Bauua Singh ist ein Kleinwüchsiger aus Meerut, der auf der Suche nach einer Ehepartnerin ist. Durch eine Heiratsvermittlung findet er die Wissenschaftlerin Aafia Yusufzai Bhinder, welche unter Zerebralparese leidet. Nach ein paar Monaten wird die Hochzeit geplant. Allerdings erfährt Bauua am Tag der Hochzeit, dass er für einen Tanzwettbewerb auserkoren wurde, dessen Gewinner die berühmte Schauspielerin Babita Kumari treffen darf. Bauua, der fest entschlossen ist, Babita zu treffen, flüchtet vor der Hochzeit und macht sich zu dem Tanzwettbewerb auf, den er auch gewinnt.
Babita bietet Bauua einen Job als Berater an, sodass er sie fortan bei ihren Aktivitäten begleitet. Immer noch in Aafia verliebt, wird er schließlich von Babita hinausgeworfen, um zu seiner ehemaligen Verlobten zurückkehren zu können. Bauua reist nach New York City, wo Aafia am Raumfahrtprogramm der NSAR arbeitet. Obwohl sie kein Interesse an ihm zeigt, bewirbt sich Bauua als Astronaut für eine Marsmission. Nach langwieriger Ausbildung und Tests wird Bauua tatsächlich für die Mission ausgewählt. Während des Starts der Rakete versichert Bauua Aaifa, dass er sie immer liebte. Die Mission ist erfolgreich und nach 15 Jahren, die Aaifa auf seine Rückkehr wartete, landet Bauua im Indischen Ozean.

## Kritik
„'Zero' ist eine bizarre Wundertüte, die sich Fans des Bolllywood-Kinos und von Shah Rukh Khan nicht entgehen lassen sollten.“

„Die Bollywood-Romanze verbindet indische Volkskomödie, Hindi-Opulenz, Tanz und Gesangseinlagen sowie Road-Movie-Elemente eher untypisch zur Geschichte eines verspäteten Erwachsenwerdens, in der sich der Wandel der Geschlechterrollen auch in Indien spiegelt.“